# 台積電文學賞
台積電文學賞為台積電文教基金會於2011年設立的文學獎。該文學獎每兩年舉辦一次，邀請40歲以下青年創作者以六到八萬字的篇幅，以鼓勵兩岸三地青年創作中篇小說、培育青年作家、增進社會文學風氣為宗旨。

## 參加資格
應屆徵件年齡在40歲以下的海內外華人均可參加。
參選作品必須未在全球任何一地報刊、雜誌、網站、部落格等公開媒體發表；已輯印成書者亦不得參選。參賽作品不得一稿兩投，且必須未曾申請或接受補助。

## 歷屆得主
- 第一屆（2011）[2]
  - 正賞：（臺灣）柳丹秋〈溯洄行〉
  - 副賞：（臺灣）連明偉〈番茄街游擊戰〉

- 第二屆（2013）[3][4]
  - 正賞：（大陸）費瀅〈東課樓經變〉
  - 副賞：（大陸）馬恆臻〈玻璃花〉、（大陸）楊君寧〈Bon Jour〉

- 第三屆（2015）[5][6]
  - 正賞：（香港）韓松〈塑像〉
  - 副賞：（臺灣）侯京吾〈天荒〉
  - 佳作：（大陸）陳群〈多情即長生〉、（大陸）毛俊玉〈後悔藥與絕情丹〉

- 第四屆（2017）[7]
  - 正賞：（大陸）王曉雯〈歸程〉
  - 副賞：（大陸）趙越超〈吉他與手槍〉、（大陸）石梓元〈下葬在禮拜天〉

- 第五屆（2019）[8][9]
  - 正賞：（台灣）吳佳駿〈新兵生活教練〉
  - 副賞：（大陸）熊劍秋〈烈火燃燒的詩篇〉、（台灣）班與唐〈食肉的土丘〉

- 第六屆（2021）[10]
  - 評審團特別獎：（香港）梁莉姿〈僅存者手記〉、（大陸）李世成〈紫馬〉
  - 副賞：（大陸）莊家輝〈標準美〉

- 第七屆（2023）[11][12]
  - 正賞：（大陸）孔曉莉〈我見夕陽與朝陽無異〉
  - 副賞：（大陸）路成偉〈瘋土〉、（台灣）陳致安〈六月雪〉